# Добжикув
Добжикув (пол. Dobrzyków) — село в Польщі, у гміні Гомбін Плоцького повіту Мазовецького воєводства.
Населення — 653 особи (2011).
У 1975-1998 роках село належало до Плоцького воєводства.

## Демографія
Демографічна структура станом на 31 березня 2011 року:
|          | Загалом | Допрацездатний вік | Працездатний вік | Постпрацездатний вік |
| -------- | ------- | ------------------ | ---------------- | -------------------- |
| Чоловіки | 327     | 76                 | 218              | 33                   |
| Жінки    | 326     | 63                 | 186              | 77                   |
| Разом    | 653     | 139                | 404              | 110                  |